# Danone North America
Die Danone North America Public Benefit Corporation, bis April 2018 The WhiteWave Foods Company, ist ein US-amerikanisches Unternehmen, das vegetarische und vegane Lebensmittel sowie Getränke produziert und vermarktet. Es ist auch einer der größten Hersteller biologisch erzeugter Lebensmittel in den Vereinigten Staaten. Seit April 2017 gehört das Unternehmen dem französischen Konzern Danone.
Der rechtliche Sitz ist in Denver, der Verwaltungshauptsitz für Nordamerika in  Broomfield, Colorado. In Louisville besteht ein Forschungs- und Entwicklungszentrum mit Versuchsküche. Absatzmärkte sind Nordamerika und Europa sowie über ein Gemeinschaftsunternehmen mit der Molkerei Mengniu seit 2014 die Volksrepublik China.
Das bis zur Übernahme durch Danone an der New Yorker Börse notierte und dort im Aktienindex S&P 400 gelistete Unternehmen beschäftigte Anfang 2016 weltweit rund 5.300 Mitarbeiter und erzielte im Jahr 2016 einen Umsatz von 4,198 Milliarden Dollar. CEO ist seit der Übernahme durch Danone Lorna Davis.

## Marken
- Horizon Organic (Bio-Milchprodukte und anderes; größter Biomilchproduzent der USA)
- Silk (pflanzenbasierte Milch, vor allem aus Sojabohnen, Mandeln und Kokosnüssen)
- Earthbound Farm (Salat, Gemüse, Obst und andere Frischfrüchte; größter Anbauer von Bio-Salaten in den USA)
- Wallaby Organic (Bio-Joghurt)
- International Delight (Kaffeeweißer)
- Alpro (europäischer Marktführer für Lebensmittel auf Sojabasis)
- Provamel (europäische Marke für Bio-Sojaprodukte)
- So Delicious (vegane Produkte auf Sojabasis)
- Vega (vegane Produkte)

In Lizenz verwendet das Unternehmen weitere Marken, beispielsweise Land O’Lakes (Milchprodukte), Cold Stone Creamery, Cinnabon, York, Almond Joy, Heath und Hershey's.

## Geschichte
WhiteWave wurde 1977 in Boulder, Colorado von Steve Demos mit Hilfe eines Kredits von 500 Dollar als kleiner Hersteller vegetarischer Produkte, spezialisiert auf Tofu, gegründet. 1978 gründete Demos die Tochterfirma Silk.
Ab 2002 gehörte das Unternehmen vollständig zu Dean Foods, damals größte Molkereiprodukte-Gruppe der Vereinigten Staaten, die zuvor bereits einen großen Minderheitsanteil erworben hatte und 2004 auch Horizon Organic übernahm, den seinerzeit größten Biomilch-Produzenten der Vereinigten Staaten.
2009 verkaufte das belgische Unternehmen Vandemoortele seine Soja-Sparte Alpro für 325 Mio. Euro an Dean Foods.
Im Jahr 2012 wurde WhiteWave (zusammengefasst mit Silk, Horizon Organic und Alpro) per IPO an die Börse gebracht und 2013 von Dean Foods abgespalten. Im selben Jahr übernahm WhiteWave für 600 Millionen Dollar die kalifornische Earthbound Farm, den größten Anbauer von Biogemüse in den Vereinigten Staaten (nationaler Marktanteil bei abgepackten Bio-Salaten seinerzeit 60 %). Im Herbst 2014 folgte So Delicious aus Oregon, 2015 die kalifornische Wallaby Yogurt Company zum Preis von 125 Millionen Dollar.
Im Jahr 2016 wurde die Übernahme von WhiteWave durch den französischen Lebensmittelkonzern Danone für 10,4 Milliarden Dollar (inklusive Verbindlichkeiten 12,5 Milliarden Dollar) vereinbart. Die wettbewerbsrechtlichen Genehmigungen lagen nach vertiefter Prüfung Ende März 2017 vor. Auflage der Behörden in den USA war der Verkauf der Danone-Tochter Stonyfield Farm (größter Biojoghurt-Hersteller der USA), sie ging für 875 Millionen Dollar an den Konkurrenten Lactalis. Die Transaktion von WhiteWave an Danone wurde am 12. April 2017 abgeschlossen. Die fusionierten Aktivitäten von WhiteWave und Danone in Nordamerika traten von April 2017 bis April 2018 nach außen als DanoneWave auf, seither als Danone.